# Ilya Ivashka
Ilya Ivashka, né le 24 février 1994 à Minsk, est un joueur de tennis biélorusse, professionnel depuis 2013.
Membre de l'Équipe de Biélorussie de Coupe Davis depuis 2016, il compte à ce jour un titre sur le Circuit ATP.

## Carrière
Ilya Ivashka remporte en 2016 deux tournois Futures en Ouzbékistan puis atteint la finale du Challenger de Recanati contre Illya Marchenko. Il se qualifie pour l'US Open où il est battu par Pablo Carreño Busta.
Il se distingue sur le circuit ATP en 2018 lorsqu'il atteint tout d'abord les demi-finales de l'Open 13 de Marseille, profitant notamment de l'abandon sur blessure de Stan Wawrinka, puis le 3e tour du Masters du Canada. Il devient alors le premier biélorusse à terminer une saison dans le top 100 depuis Max Mirnyi en 2006.
Lors de l'Open d'Australie 2020, il est battu au premier tour par Kevin Anderson après avoir manqué une balle de match dans le set décisif (6-4, 2-6, 4-6, 6-4, 7-68).
En 2021, il se distingue en prenant un set à Rafael Nadal à Barcelone, s'inclinant sur le score de 3-6, 6-2, 6-4. Lors du tournoi de Munich, il signe la plus belle performance de sa carrière en écartant le n°6 mondial Alexander Zverev en quart de finale. Il est battu en demi par l'Allemand Jan-Lennard Struff.
Lors du Tournoi de Wimbledon 2021, il se distingue en devenant le premier biélorusse à se qualifier pour les huitièmes de finale depuis Max Mirnyi en éliminant notamment Jérémy Chardy et Jordan Thompson.
Il remporte sa première finale au tournoi de Winston Salem après avoir battu Andreas Seppi (6-4, 6-4) au premier tour,  Marin Čilić tête de série n° 6 (4-6, 7-5, 6-4), Jan-Lennard Struff tête de série n° 9 en huitième de finale (6-2, 6-1), Pablo Carreño Busta n° 12 mondial, tête de série n° 1 (7-62, 6-3), puis Emil Ruusuvuori (6-2, 6-1) en demi-finale. Lors de la finale, il bat le Suédois d'origine éthiopienne Mikael Ymer en 55 minutes de jeu (6-0, 6-2).

## Palmarès
Ilya Ivashka a remporté quatre titres sur le circuit Challenger en simple à Ferghana en 2017, Shenzhen en 2018, Istanbul et Ortisei en 2020. En double, il compte un titre à Portorož en 2016.

### Titre en simple
| No | Date       | Nom et lieu du tournoi            | Catégorie | Dotation  | Surface    | Finaliste   | Score    |          |
| -- | ---------- | --------------------------------- | --------- | --------- | ---------- | ----------- | -------- | -------- |
| 1  | 22-08-2021 | Winston-Salem Open, Winston-Salem | ATP 250   | 717 955 $ | Dur (ext.) | Mikael Ymer | 6-0, 6-2 | Parcours |

## Parcours dans les tournois duGrand Chelem

### En simple
| Année | Open d'Australie | Open d'Australie     | Internationaux de France | Internationaux de France | Wimbledon      | Wimbledon         | US Open         | US Open           |
| ----- | ---------------- | -------------------- | ------------------------ | ------------------------ | -------------- | ----------------- | --------------- | ----------------- |
| 2016  | —                | —                    | —                        | —                        | —              | —                 | 1er tour (1/64) | P. Carreño Busta  |
|       |                  |                      |                          |                          |                |                   |                 |                   |
| 2018  | —                | —                    | 1er tour (1/64)          | Dominic Thiem            | —              | —                 | —               | —                 |
| 2019  | 2e tour (1/32)   | P. Carreño Busta     | —                        | —                        | —              | —                 | 1er tour (1/64) | T. Kokkinakis     |
| 2020  | 1er tour (1/64)  | Kevin Anderson       | —                        | —                        | Annulé         | Annulé            | —               | —                 |
| 2021  | 1er tour (1/64)  | Roman Safiullin      | —                        | —                        | 1/8 de finale  | Matteo Berrettini | 3e tour (1/16)  | Matteo Berrettini |
| 2022  | —                | —                    | 2e tour (1/32)           | Cristian Garín           | —              | —                 | 1/8 de finale   | Jannik Sinner     |
| 2023  | 1er tour (1/64)  | B. van de Zandschulp | 1er tour (1/64)          | Alex de Minaur           | 2e tour (1/32) | Grigor Dimitrov   | 1er tour (1/64) | J. M. Cerúndolo   |

N.B. : à droite du résultat se trouve le nom de l'ultime adversaire.

### En double messieurs
| Année | Open d'Australie | Open d'Australie | Internationaux de France     | Internationaux de France   | Wimbledon | Wimbledon | US Open                    | US Open                    |
| ----- | ---------------- | ---------------- | ---------------------------- | -------------------------- | --------- | --------- | -------------------------- | -------------------------- |
| 2018  | —                | —                | 1er tour (1/32) K. Khachanov | H. Kontinen John Peers     | —         | —         | —                          | —                          |
|       |                  |                  |                              |                            |           |           |                            |                            |
| 2021  | —                | —                | —                            | —                          | —         | —         | 1er tour (1/32) J. Munar   | Sander Gillé Joran Vliegen |
| 2022  | —                | —                | 1er tour (1/32) J. Duckworth | Tim Pütz M. Venus          | —         | —         | 1er tour (1/32) Kwon S.-w. | R. Haase P. Oswald         |
| 2023  | —                | —                | 2e tour (1/16) A. Popyrin    | L. Glasspool H. Heliövaara | —         | —         | —                          | —                          |

N.B. : le nom du partenaire se trouve sous le résultat ; le nom des ultimes adversaires se trouve à droite.

## Parcours dans lesMasters 1000
| Année | Indian Wells          | Miami                 | Monte-Carlo          | Madrid              | Rome                   | Canada                    | Cincinnati | Shanghai | Paris               |
| ----- | --------------------- | --------------------- | -------------------- | ------------------- | ---------------------- | ------------------------- | ---------- | -------- | ------------------- |
| 2018  | —                     | —                     | 1er tour F. Fognini  | —                   | —                      | 1/8 de finale K. Anderson | —          | —        | —                   |
| 2019  | 1er tour G. Andreozzi | 2e tour K. Edmund     | —                    | —                   | —                      | 2e tour G. Monfils        | —          | —        | —                   |
|       |                       |                       |                      |                     |                        |                           |            |          |                     |
| 2021  | —                     | 2e tour D. Shapovalov | —                    | —                   | —                      | —                         | —          | n.o.     | 2e tour D. Medvedev |
| 2022  | —                     | —                     | 1er tour L. Sonego   | 1er tour L. Musetti | 1er tour A. Davidovich | —                         | —          | n.o.     | —                   |
| 2023  | 3e tour D. Medvedev   | 2e tour C. Ruud       | 2e tour K. Khachanov | 1er tour A. Ramos   | 1er tour S. Wawrinka   | —                         | —          | —        | —                   |

N.B. : sous le résultat se trouve le nom de l’ultime adversaire.

## Victoires sur le top 10
Toutes ses victoires sur des joueurs classés dans le top 10 de l'ATP lors de la rencontre.
| Légende      |
| Grand Chelem |
| Masters 1000 |
| 500 Series   |
| 250 Series   |

| # | I.I.   | Tournoi | Année | Surface | Adversaire       | Rang  | Tour | Score               |
| - | ------ | ------- | ----- | ------- | ---------------- | ----- | ---- | ------------------- |
| 1 | no 107 | Munich  | 2021  | Terre   | Alexander Zverev | no 6  | 1/4  | 65-7, 7-5, 6-3      |
| 2 | no 73  | US Open | 2022  | Dur     | Hubert Hurkacz   | no 10 | 1/32 | 6-4, 4-6, 7-65, 6-3 |

## Classements ATP en fin de saison
| Année          | 2013 | 2014 | 2015 | 2016 | 2017 | 2018 | 2019 | 2020 | 2021 | 2022 |
| Rang en simple | 763  | 709  | 356  | 180  | 231  | 92   | 132  | 108  | 48   | 73   |
| Rang en double | 1518 | 1049 | 571  | 411  | 594  | 738  | –    | 1014 | 528  | –    |

Source : (en) Classements de Ilya Ivashka sur le site officiel de la Fédération internationale de tennis